# توکسبوری (نیوجرسی)
توکسبوری (به انگلیسی: Tewksbury Township) شهری در ایالت نیوجرسی کشور ایالات متحده آمریکا است که جمعیت آن در سرشماری سال ۲۰۱۰ میلادی، ۵٬۹۹۳ نفر بوده‌است.